# Begga D'Haese
Begga D'Haese (Aalst, 18 april 1934 – Gent, 29 juni 2023) was een Vlaams beeldhouwster.  Ze was tevens bekend als echtgenote van dokter Herman Le Compte en grootmoeder van dichteres Delphine Lecompte.

## Biografie
D'Haese was afkomstig uit een familie van kunstenaars: haar broers Roel D'Haese en Reinhoud D'Haese waren eveneens beeldhouwers. Begga heeft echter in haar eentje een naam voor zichzelf gemaakt. Sinds 1969 liet ze zich meer en meer gelden met de stille kracht van een vrouw die, na negen zwangerschappen, haar wens tot zelfontplooiing niet had verloren.
Ze trok naar het Vrij Technisch Instituut in Veurne om daar te leren lassen, om metalen sculpturen te fabriceren, want ze dacht dat ijzer ‘haar’ materiaal was. Voor het 25-jarig bestaan van de school maakte ze samen met de leerlingen van de lasklas een vier meter hoog en duizend kilo wegend metalen kunstwerk, dat de naam Blaiberg kreeg als eerbetoon aan de tandarts Philip Blaiberg die in 1967 in Kaapstad door Christiaan Barnard een nieuw mensenhart kreeg ingeplant.
Heel snel ontdekte D'Haese dat haar liefde voor het bewerken van hout en marmer was, in plaats van ijzer. In dat eerste jaar van productie haalde ze twee keer The Times en in 1970 verkocht ze op de Kunst-messe in Bazel een marmeren sculptuur -een schaakspel- aan een kunstverzamelaarster van Zwitserland. Uit hout maakte ze onder meer vrouwenbeelden. Op latere leeftijd maakte D'Haese collages met teksten van haar oudste zoon Jeroen in verworven.
Samen met haar man Herman Le Compte had ze tien kinderen, waarvan één geadopteerd.